# Talışnuru
Talışnuru är en ort i Azerbajdzjan.   Den ligger i distriktet Şamaxı, i den östra delen av landet, 110 km väster om huvudstaden Baku. Talışnuru ligger 1 107 meter över havet och antalet invånare är 315.
Terrängen runt Talışnuru är kuperad. Närmaste större samhälle är Shamakhi, 15,4 km söder om Talışnuru. 
Trakten runt Talışnuru består i huvudsak av gräsmarker. Runt Talışnuru är det ganska glesbefolkat, med 31 invånare per kvadratkilometer.